# Беленщина
Беле́нщина (укр. Біленщина) — село,
Беленщинский сельский совет,
Пятихатский район,
Днепропетровская область,
Украина.
Код КОАТУУ — 1224580501. Население по переписи 2001 года составляло 254 человека.
Является административным центром Беленщинского сельского совета, в который, кроме того, входят сёла
Верхнекаменистая,
Катериновка,
Липовое,
Михайловка.
Александро-Григоровка,
Плоское,
Плоско-Тарановка и ликвидированное село
Фастово.

## Географическое положение
Село Беленщина находится на расстоянии в 1 км от села Александро-Григоровка и в 1,5 км от села Катериновка.

## История
- XIX век — дата основания. Конец 19 века, 1893 год.

Первая артель на территории села называлась «Путь к социализму».

## Экономика
- ООО «Агро Сич».

## Объекты социальной сферы
- Школа.
- Фельдшерско-акушерский пункт.
- Дом культуры.